# Partido judicial de Cuéllar
El Partido de Cuéllar es uno de los cuatro partidos judiciales que integran la provincia de Segovia. La cabeza de este partido administrativo (n.º 2) es la villa y municipio de Cuéllar, donde tiene sede el único juzgado de primera instancia e instrucción. Está integrado por 31 municipios, con una representación de 4 diputados.

## Municipios
| Código INE | Municipio                     | Población (2024) |
| ---------- | ----------------------------- | ---------------- |
| 40003      | Adrados                       | 123              |
| 40004      | Aguilafuente                  | 564              |
| 40065      | Chañe                         | 741              |
| 40902      | Cozuelos de Fuentidueña       | 105              |
| 40063      | Cuéllar                       | 9530             |
| 40078      | Fresneda de Cuéllar           | 170              |
| 40081      | Frumales                      | 120              |
| 40083      | Fuente el Olmo de Fuentidueña | 395              |
| 40084      | Fuente el Olmo de Íscar       | 45               |
| 40086      | Fuentepelayo                  | 772              |
| 40087      | Fuentepiñel                   | 68               |
| 40089      | Fuentesaúco de Fuentidueña    | 223              |
| 40095      | Gomezserracín                 | 625              |
| 40100      | Hontalbilla                   | 299              |
| 40110      | Lastras de Cuéllar            | 307              |
| 40124      | Mata de Cuéllar               | 263              |
| 40127      | Membibre de la Hoz            | 43               |
| 40141      | Navalmanzano                  | 1044             |
| 40149      | Olombrada                     | 503              |
| 40158      | Perosillo                     | 20               |
| 40159      | Pinarejos                     | 194              |
| 40160      | Pinarnegrillo                 | 96               |
| 40166      | Remondo                       | 316              |
| 40176      | Samboal                       | 461              |
| 40177      | San Cristóbal de Cuéllar      | 154              |
| 40182      | San Martín y Mudrián          | 251              |
| 40179      | Sanchonuño                    | 1027             |
| 40204      | Torrecilla del Pinar          | 179              |
| 40219      | Vallelado                     | 728              |
| 40228      | Villaverde de Íscar           | 593              |
| 40234      | Zarzuela del Pinar            | 408              |